# Skamstrup Sogn
Skamstrup Sogn var et sogn i Holbæk Provsti (Roskilde Stift). Sognet blev 2. december 2012 lagt sammen med Frydendal Sogn til Skamstrup-Frydendal Sogn.
I 1800-tallet var Frydendal Sogn anneks til Skamstrup Sogn. Begge sogne hørte til Tuse Herred i Holbæk Amt. Skamstrup-Frydendal sognekommune blev ved kommunalreformen i 1970 indlemmet i Tornved Kommune, der ved strukturreformen i 2007 indgik i Holbæk Kommune.
I Skamstrup Sogn lå Skamstrup Kirke og Skamstrup Præstegård.
I sognet findes følgende autoriserede stednavne:
- Bennebo (bebyggelse, ejerlav)
- Frydendal (bebyggelse)
- Grækerhuse (bebyggelse)
- Hjortebjerg (bebyggelse)
- Håbet (bebyggelse)
- Knøsen (areal)
- Lågeledshuse (bebyggelse)
- Mørkøv (stationsby)
- Navstok (bebyggelse)
- Nyhuse (bebyggelse)
- Orelund (ejerlav, landbrugsejendom)
- Ramsherred (bebyggelse)
- Rævebjerg (bebyggelse)
- Skamstrup (bebyggelse, ejerlav)
- Skellingsted (bebyggelse, ejerlav)
- Stat-af (bebyggelse)
- Syvendekøb (bebyggelse, ejerlav)
- Søen (bebyggelse)
- Sørninge (bebyggelse, ejerlav)
- Vinskoven (areal, bebyggelse)